# Khalid Askri
Khalid Askri (Missour, 20 marzo 1981) è un ex calciatore marocchino, di ruolo portiere.

## Carriera
Dal 1998 al 2011 è portiere del FAR Rabat, approdando anche nella squadra maggiore, con la quale vince due campionati marocchini nel 2005 e 2008 e sei Coupe du Trône nel 1999, nel 2003, nel 2004, nel 2007, nel 2008 e nel 2009. Nel 2005 vince la Confederation Cup.
Sale alla ribalta internazionale nel settembre 2010 a causa di 2 clamorosi errori commessi nel giro di 2 settimane, di cui sono stati resi pubblici i filmati tramite Internet. Il primo è avvenuto il 9 settembre 2010 nel corso dell'ottavo di finale della Coppa del Marocco 2010, tra FAR Rabat e Maghreb de Fès, vinto dai secondi ai tiri di rigore per 6-7, quando Askri, dopo aver parato un rigore, si è girato verso gli spalti per esultare, ma nel frattempo la palla è rotolata in porta senza che lui se ne accorgesse e l'arbitro ha convalidato il gol. ll secondo errore è avvenuto il 25 settembre 2010, durante l'incontro valido per la 4º giornata del campionato marocchino di calcio 2010-2011, tra FAR Rabat e Kénitra Athlétic Club, quando, dopo aver ricevuto un retropassaggio da uno dei difensori della sua squadra, ha tentato di dribblare un attaccante avversario ma ha perso il controllo del pallone e ha subito gol; a seguito di ciò, preso dallo sconforto, si è sfilato la maglietta e i guanti e si è allontanato dal terreno di gioco. Nel 2012 viene ceduto per 250000 € al Chabab Rif El Hoceima. Con il Raja Casablanca vince il campionato marocchino 2012-2013 e partecipa a diverse competizioni internazionali, tra le quali la CAF Champions League, tra il 2013 e il 2015.
Nel 2013 partecipa al Mondiale per club FIFA, subendo 5 reti.

### Nazionale
Ha disputato 3 partite con la nazionale marocchina, esordendo contro il Mali in una partita vinta dal Marocco per 2-1.

## Palmarès

### Competizioni nazionali
- Campionato marocchino: 1

Raja Casablanca: 2012-2013

### Competizioni internazionali
- Coppa araba FIFA: 1

Arabia Saudita 2012